# Cédric Mensah
Cédric Mensah (Marsiglia, 6 marzo 1989) è un calciatore togolese, portiere svincolato.

## Carriera

### Club
Nato a Marsiglia, ha giocato nel campionato francese.

### Nazionale
Con la maglia della nazionale ha esordito nel 2007, venendo poi convocato per la Coppa d'Africa 2017.